# ムアンチョンブリー郡
座標: 北緯13度21分43秒 東経100度58分45秒 / 北緯13.36194度 東経100.97917度
ムアンチョンブリー郡（ムアンチョンブリーぐん、チョンブリとも）はタイ中部にある郡（アムプー）。チョンブリー県の県庁所在地（ムアン）でもある。

## 名称
チョンブリーとは水の町と言う意味である。旧称、バーンプラーソイ郡 (อำเภอบางปลาสร้อย)。

## 歴史
チョンブリーはドヴァーラヴァティー王国時代からの歴史があり、タイ族南下以前から栄えていた。アユタヤ王朝時代は、畿内の第四級国でありプラ・チョンブリーという官職がおかれていた。
ラーマ5世（チュラーロンコーン）の改革の後、チョンブリーはしばらくバーンプラーソイ郡と呼ばれていたが1938年、県名と県庁所在地の名前を一致させるという政府の政策によりムアンチョンブリー郡と改称された。

## 地理
バンコク湾に面する。南部には山岳地帯になっており、南部の海はレームテーン・ビーチやバーンセーン・ビーチなどの行楽地がある。
交通はタイ国鉄が南北に通っており、北はチャチューンサオ、南はサッタヒープ方面に通じている。国道7号線（バンコク＝チョンブリー・モーターウェイ）がバンコクに向かって伸びており、北西にバーンパコンやラートクラバンを経由しバンコク中心部に向かっている。また国道3号線（スクムウィット通り）が通っており、北西にバンコク、南はサッタヒープと通じている。バーンナー＝トラート高速道路がバンコクのバーンナー方面に伸びている。

## 経済
郡内の主要な産業は農業と工業である。

## 行政区分
ムアンチョンブリー郡は18のタムボンに分かれ、さらにその下位に107の村（ムーバーン）がある。
1. タムボン・バーンプラーソイ・・・ตำบลบางปลาสร้อย
2. タムボン・マカームヨン・・・ตำบลมะขามหย่ง
3. タムボン・バーンコート・・ตำบลบ้านโขด
4. タムボン・セーンスック・・ตำบลแสนสุข
5. タムボン・バーンスワン・・・ตำบลบ้านสวน
6. タムボン・ノーンリー・・・ตำบลหนองร
7. タムボン・ナーパー・・・ตำบลนาป่า
8. タムボン・ノーンカーンコーク・・・ตำบลหนองข้างคอก
9. タムボン・ドーンフワロー・・・ตำบลดอนหัวฬอ
10. タムボン・ノーンマーイデーン・・・ตำบลหนองไม้แดง
11. タムボン・バーンサーイ・・・ตำบลบางทราย
12. タムボン・クローンタムル・・・ตำบลคลองตำหรุ
13. タムボン・ムアン・・・ตำบลเหมือง
14. タムボン・バーンプック・・・ตำบลบ้านปึก
15. タムボン・フワイカピ・・・ตำบลห้วยกะป
16. タムボン・サメット・・・ตำบลเสม็ด
17. タムボン・アーンシラー・・・ตำบลอ่างศิลา
18. タムボン・サムナックボック・・・ตำบลสำนักบก

郡内にはテーサバーン（自治体）が12つあり、それぞれ以下のようになっている。
- テーサバーンムアン・チョンブリー・・・タムボン・バーンプラーソイ、タムボン・マカームヨン、タムボン・バーンコート全体。
- テーサバーンムアン・セーンスック・・・タムボン・セーンスック全体およびタムボン・ムアン、タムボン・フワイカピの一部
- テーサバーンムアン・バーンスワン・・・タムボン・バーンスワン全体およびタムボン・ノーンリー、タムボン・ノーンカーンコークの一部
- テーサバーンムアン・アーンシラー・・・タムボン・バーンプック、タムボンアーンシラー全体およびタムボン・フワイカピ、タムボン・サメットの一部
- テーサバーンタムボン・クローンタムル・・・タムボン・クローンタムルの一部
- テーサバーンタムボン・バーンサーイ・・・タムボン・バーンサーイ全体
- テーサバーンタムボン・ナーパー・・・タムボン・ナーパー全体
- テーサバーンタムボン・ドーンフワロー・・・タムボン・ドーンフワロー全体
- テーサバーンタムボン・ノーンマイデーン・・・タムボン・ノーンマイデーン全体
- テーサバーンタムボン・フワイカピ・・・タムボン・フワイカピの一部
- テーサバーンタムボン・サメット・・・タムボン・サメットの一部。
- テーサバーンタムボン・ムアン・・・タムボン・ムアンตำบลเหมือง の一部

また、郡内に4つのタムボン行政体（オンカーン・ボーリハーン・スワン・タムボン）がある。
- オンカーンボーリハーンスワンタムボン・ノーンリー
- オンカーンボーリハーンスワンタムボン・ノーンカーンコーク
- オンカーンボーリハーンスワンタムボン・クローンタムル
- オンカーンボーリハーンスワンタムボン・サムナックボック